# Омары
Ома́ры (лат. Nephropidae) — семейство крупных морских десятиногих ракообразных.

## Биология
Представители семейства омаров имеют большие клешненосные конечности, в остальном их форма подобна речным ракам. Истинных омаров отличают по наличию очень больших клешней на первой паре ног, и меньших на второй и третьей парах. Ярко выражен половой диморфизм — самцы намного крупнее самок.
Брюшной отдел хорошо развит и его сегменты и придатки без труда различимы. Стенка тела представлена, как и у всех ракообразных, двумя слоями — экзоскелетом и эктодермальным эпидермисом, который и образует панцирь. Панцирь периодически линяет, позволяя животному расти. Мускулатура тела представлена специализированными мускулами. Продолжительность жизни у самцов — 31 год, у самок — 54 года.
Согласно Книге рекордов Гиннесса самый большой омар, пойманный в Новой Шотландии (Канада), весил 20,15 кг.

## Значение
С середины XIX века предпринимались попытки искусственного разведения, которые были расширены в  начале XXI, но до сих пор не было найдено коммерчески выгодного метода их культивации. Как следствие — популяции омаров постоянно сокращаются. В прошлом омаров использовали как наживку для рыбы и как удобрения для полей.
В кулинарии мясо омара считается деликатесом. В еду используется мясо из-под панциря, в хвосте, ногах, печень и икра. Из него готовят салаты, заливное, крокеты, суфле, муссы, супы.

## Классификация
Самые ранние ископаемые омары были обнаружены в отложениях, которые датируются валанжинским веком мелового периода. Семейство насчитывает 49 современных и 90 ископаемых видов.
Ниже приводится список современных видов омаров:
- Acanthacaris
  - Acanthacaris caeca A. Milne-Edwards, 1881
  - Acanthacaris tenuimana Bate, 1888
- Dinochelus Ahyong, Chan & Bouchet, 2010
  - Dinochelus ausubeli Ahyong, Chan & Bouchet, 2010
- Eunephrops Smith, 1885
  - Eunephrops bairdii Smith, 1885
  - Eunephrops cadenasi Chace, 1939
  - Eunephrops luckhursti Manning, 1997
  - Eunephrops manningi Holthuis, 1974
- Homarinus Kornfield, Williams & Steneck, 1995
  - Homarinus capensis (Herbst, 1792)
- Homarus Weber, 1795
  - Homarus americanus H. Milne-Edwards, 1837
  - Homarus gammarus (Linnaeus, 1758)
- Metanephrops Jenkins, 1972
  - Metanephrops andamanicus (Wood-Mason, 1892)
  - Metanephrops arafurensis (De Man, 1905)
  - Metanephrops armatus Chan & Yu, 1991
  - Metanephrops australiensis (Bruce, 1966)
  - Metanephrops binghami (Boone, 1927)
  - Metanephrops boschmai (Holthuis, 1964)
  - Metanephrops challengeri (Balss, 1914)
  - Metanephrops formosanus Chan & Yu, 1987
  - Metanephrops japonicus (Tapparone-Canefri, 1873)
  - Metanephrops mozambicus Macpherson, 1990
  - Metanephrops neptunus (Bruce, 1965)
  - Metanephrops rubellus (Moreira, 1903)
  - Metanephrops sagamiensis (Parisi, 1917)
  - Metanephrops sibogae (De Man, 1916)
  - Metanephrops sinensis (Bruce, 1966)
  - Metanephrops taiwanicus (Hu, 1983)
  - Metanephrops thomsoni (Bate, 1888)
  - Metanephrops velutinus Chan & Yu, 1991
- Nephropides Manning, 1969
  - Nephropides caribaeus Manning, 1969
- Nephrops Leach, 1814
  - Nephrops norvegicus (Linnaeus, 1758)
- Nephropsis Wood-Mason, 1872
  - Nephropsis acanthura Macpherson, 1990
  - Nephropsis aculeata Smith, 1881
  - Nephropsis agassizii A. Milne-Edwards, 1880
  - Nephropsis atlantica Norman, 1882
  - Nephropsis carpenteri Wood-Mason, 1885
  - Nephropsis ensirostris Alcock, 1901
  - Nephropsis holthuisii Macpherson, 1993
  - Nephropsis malhaensis Borradaile, 1910
  - Nephropsis neglecta Holthuis, 1974
  - Nephropsis occidentalis Faxon, 1893
  - Nephropsis rosea Bate, 1888
  - Nephropsis serrata Macpherson, 1993
  - Nephropsis stewarti Wood-Mason, 1872
  - Nephropsis suhmi Bate, 1888
  - Nephropsis sulcata Macpherson, 1990
- Thaumastocheles Wood-Mason, 1874
  - Thaumastocheles dochmiodon Chan & Saint Laurent, 1999
  - Thaumastocheles japonicus Calman, 1913
  - Thaumastocheles zaleucus (Thomson, 1873)
- Thaumastochelopsis Bruce, 1988
  - Thaumastochelopsis brucei Ahyong, Chu & Chan, 2007
  - Thaumastochelopsis wardi Bruce, 1988
- Thymopides Burukovsky & Averin, 1977
  - Thymopides grobovi (Burukovsky & Averin, 1976)
  - Thymopides laurentae Segonzac & Macpherson, 2003
- Thymops Holthuis, 1974
  - Thymops birsteini (Zarenkov & Semenov, 1972)
  - Thymopsis Holthuis, 1974
  - Thymopsis nilenta Holthuis, 1974